# Benahoare (Santa Cruz de La Palma)
Benahoare, también conocido como el barrio de Las Malvinas, es un barrio de la ciudad de Santa Cruz de La Palma (Canarias, España). En 2024 contaba con una población de 1152 habitantes.

## Toponimia
Al igual que otros núcleos de expansión de las ciudades canarias, como Añaza o Titerroy, el nombre del barrio es un ejemplo de retoponimización moderna aborigen. Según las crónicas escritas, los indígenas de La Palma denominaban Benahoare a la isla, que se ha traducido como 'Mi tierra' o 'lugar del ancestro'.
Al barrio también se le conoce como Las Malvinas, debido a que las primeras entregas de viviendas coincidieron en el tiempo con la Guerra de las Malvinas.

## Geografía
La urbanización Benahoare está situada en el interior de Santa Cruz de La Palma, sobre el margen izquierdo del Barranco de Las Nieves, canalizado para ganar espacio urbano. La urbanización se distribuye en tres manzanas, y consta de 460 viviendas organizadas en 67 bloques. El desarrollo de esta área residencial densa, con más de 2000 habitantes, se dio a principios de la década de 1980, y cuenta con diversos servicios como plazas, jardines, un colegio, supermercado, farmacia, entre otros.
|                       | Norte: El Planto  |                      |
| Oeste: Roque de Abajo |                   | Este: La Encarnación |
|                       | Sur: El Velachero |                      |

## Historia
Frente a la actual Urbanización Benahoare se encuentra la Cueva de la Virgen, donde, según la tradición, fue hallada la imagen de la Virgen de Las Nieves durante el proceso de Conquista de La Palma por los castellanos en el siglo xv.
La familia Carballo, emigrantes retornados de Cuba, instaló en La Dehesa de La Encarnación una finca, junto a la cual se construyó un secadero de tabaco, en funcionamiento hasta los años 1940. Los terrenos dedicados al cultivo serían más tarde expropiados para la construcción del barrio. El edificio del secadero permanece en pie en la actualidad, en estado de abandono.

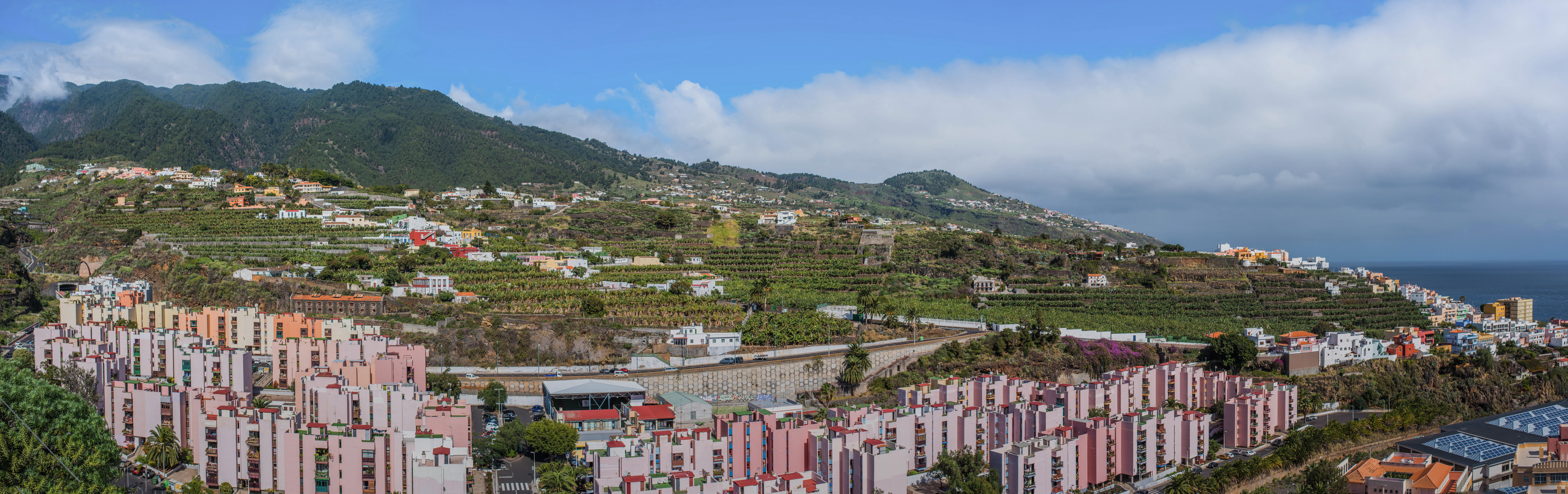
La urbanización Benahoare en primer término. En el centro a la izquierda, el secadero de tabaco.

La construcción de la Urbanización Benahoare comenzó a finales de los años 1970 para satisfacer la creciente demanda de viviendas sociales en la capital palmera. Fue un proyecto impulsado por el Instituto Nacional de la Vivienda, bajo el diseño de los técnicos Rubens Henríquez y Juan Luis Viscasillas. Benahoare se pobló mayoritariamente por familias jóvenes de trabajadores de diferentes sectores, quienes pasaron de pagar alquileres a ser propietarios de viviendas. El barrio experimenta  en la actualidad un proceso de renovación urbana.